# Havixbeck
Havixbeck este o comună din landul Renania de Nord-Westfalia, Germania.